# Friedrich Hölderlin
Johann Christian Friedrich Hölderlin (pronunciación en alemán: /ˈfʁiː.dʁɪç ˈhœl.dɐ.lin/ⓘ Lauffen am Neckar, Ducado de Wurtemberg, 20 de marzo de 1770-Tubinga, Reino de Wurtemberg, 7 de junio de 1843) fue un poeta lírico alemán. Su poesía acoge la tradición clásica y la funde con el nuevo romanticismo.

## Biografía
Hölderlin nació en Lauffen am Neckar (Wurtemberg) en el seno de una familia burguesa. Su padre (administrador del seminario protestante de Lauffen) fallece cuando él tenía dos años. Su madre contrae segundas nupcias con Johann Christoph Gock, concejal de Nürtingen, donde Hölderlin se crio junto con su hermana y su hermanastro. 
Su padrastro murió cuando Hölderlin tenía nueve años, y de sus seis hermanos sólo dos sobrevivirían a su infancia: su hermana Rike, mayor que él, y Karl, seis años menor.
Como su abuelo materno era pietista, su madre lo destinó a seguir la tradición familiar y en 1784 ingresó en un colegio preparatorio para el seminario en Denkendorf; en 1788 entró como becario para estudiar Teología en el Tübinger Stift (seminario de la Iglesia protestante en la ciudad de Tubinga, en Wurtemberg), donde fue amigo y compañero de los futuros filósofos Georg Wilhelm Friedrich Hegel y Friedrich Schelling. En esas compañías sintió un gran interés por la filosofía y leyó a Spinoza, Leibniz y Kant e idealismo alemán. Hegel, Schelling y Hölderlin se influyeron mutuamente, y se ha especulado que fue probablemente Hölderlin el que presentó a Hegel las ideas de Heráclito acerca de la unión de los contrarios, que el filósofo desarrollaría en su concepto de la dialéctica. El caso es que de esta época le vino su «idea panteísta de la unidad o armonía del ser, rota por el progreso social de enajenación del ser humano respecto a la Naturaleza». En la Grecia clásica veía una lejana imagen de la armonía original entre ser humano, sociedad y Naturaleza.
Estudió también literatura y filosofía clásicas, tradujo al alemán algunas tragedias griegas y escribió poesía. Muy influido por Platón y por la mitología y cultura helénicas, se apartó sensiblemente de la fe protestante. Además, «los ideales de la Revolución francesa, la reivindicación de la libertad, la igualdad y la fraternidad, despertaron en él la esperanza del inicio de una nueva época dorada para la humanidad». Por entonces ocurrió la célebre anécdota que pinta a Hegel, Scheling y Hölderlin celebrando el culto a la diosa Razón en Francia, plantando un árbol de la libertad en la plaza del mercado de Gotinga y bailando alrededor de él.
En 1793 salió del seminario provisto de la licencia que le permitía ejercer el ministerio evangélico, pero decidió no seguir su carrera, y durante los años siguientes se dedicó a educar hijos de nobles y de comerciantes ricos y, huyendo de los deseos que su madre albergaba para él, consiguió que el dramaturgo y poeta del romanticismo Friedrich Schiller le proporcionara una plaza de preceptor del hijo de Charlotte von Kalb, en Waltershausen, aunque pronto abandonó su puesto, dada la limitada influencia que ejercía sobre su alumno. Se instaló luego en Jena, que era por entonces uno de los principales centros intelectuales del país y donde tuvo encuentros con Goethe, Herder, Novalis y, sobre todo, Schiller. Asistió a clases impartidas por Fichte, y Schiller le publicó un fragmento del Hiperión, o El eremita en Grecia en su revista Thalia.
Falto de recursos, volvió a Nürtingen en 1795 y en 1796 trabajó en casa de Jakob Gontard, un comerciante y banquero de Fráncfort del Meno, donde se enamoró de Susette, la mujer de Jakob. A ella le dedicó varios escritos, entre ellos el Hiperión, refiriéndose a ella con el nombre de Diotima (como el personaje de El banquete de Platón que enseñó la filosofía del amor a Sócrates). A pesar de su trabajo y de los viajes que debió efectuar con la familia Gontard a causa de la guerra, fue una época de intensa actividad literaria, y en 1799 concluyó por fin su novela epistolar Hiperión, o El eremita en Grecia.

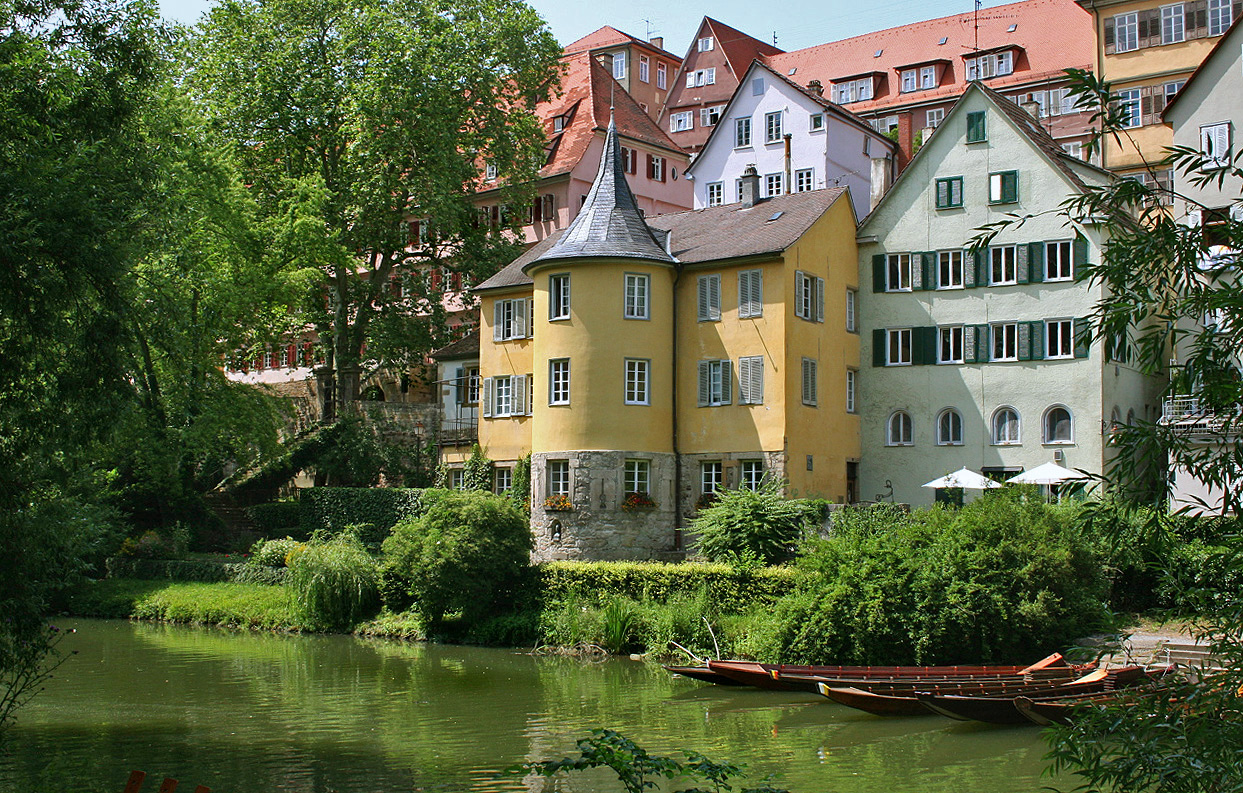
La torre de Hölderlin en Tubinga, lugar en el que se hospedó hasta su muerte.

En septiembre de 1798 tuvo que abandonar la casa de los Gontard, después de vivir una penosa escena con el marido de Susette, con quien mantendría posteriormente la relación durante casi dos años de forma clandestina. Se entrevistó varias veces en secreto con ella hasta que se trasladó a Homburg por consejo de su amigo el diplomático Isaak von Sinclair, un republicano convencido. De esta relación amorosa ha subsistido un interesante epistolario.
Emprendió entonces la redacción de su tragedia La muerte de Empédocles e intentó lanzar una revista intelectual y literaria que fracasó. En 1800 fue invitado a Stuttgart, donde tuvo tiempo para dedicarse a la poesía y traducir al poeta griego antiguo Píndaro, que ejercería una gran influencia sobre sus himnos. A finales del año aceptó otro puesto como preceptor en Hauptwil, Suiza.
Se ignoran las razones por las que abandonó su trabajo en abril de 1801 y volvió con su madre a Nürtingen. Según se desprende de una carta de marzo de 1801 a su amigo Christian Landauer, Hölderlin era cada vez más consciente de sus problemas mentales, que ya desde su época de estudiante se habían presentado en forma de  depresiones periódicas. En el invierno de ese año tuvo una crisis fuerte.
Hasta enero de 1802, cuando obtuvo un cargo en casa del cónsul de Hamburgo en Burdeos, trabajó ininterrumpidamente en su obra poética. Al aparecer los primeros síntomas de su enfermedad mental en abril, abandonó una vez más su puesto. Sinclair le comunicó por carta que Susette Gontard había muerto el 22 de junio de 1803 en Fráncfort del Meno.
Tras un período de gran violencia, su trastorno mental pareció remitir. Sinclair lo llevó de viaje a Ratisbona y Ulm y, a la vuelta, escribió El único y Patmos, dos de sus obras maestras. Gracias a la influencia de su amigo Sinclair, obtuvo en 1804 una plaza de bibliotecario (que el mismo Sinclair pagaba con su fortuna) en el palacio del landgrave de Hesse-Homburg.
Como sus crisis mentales se hicieron cada vez más frecuentes (profería maldiciones como un poseso y andaba sin rumbo mientras hablaba consigo mismo), Sinclair decidió internarlo en 1806 en una clínica psiquiátrica de Tubinga. Tras cuatro días de viaje, fue recibido por Ferdinand Autenrieth (1772-1835), responsable médico de una clínica que había alcanzado fama desde su apertura por los nuevos métodos terapéuticos empleados.
Hölderlin ingresó en la clínica el 14 o 15 de septiembre de 1806 y estuvo internado 231 días con síntomas de gran agitación motriz, largos paseos sin rumbo, escasa orientación espacio-temporal, frecuentes accesos de ira y, sobre todo, una incontrolable e ininteligible verborrea, datos todos que parecen indicar una esquizofrenia catatónica.
Tras ser declarado enfermo incurable, fue puesto en mayo de 1807 al cuidado de un ebanista de la misma ciudad, Zimmer, entusiasta lector del Hiperión, quien lo acogió en su casa; la madre del poeta se hizo cargo de los gastos de manutención. Allí permaneció hasta su muerte en unas condiciones de locura pacífica que se prolongaron durante treinta y seis años.

## Obras

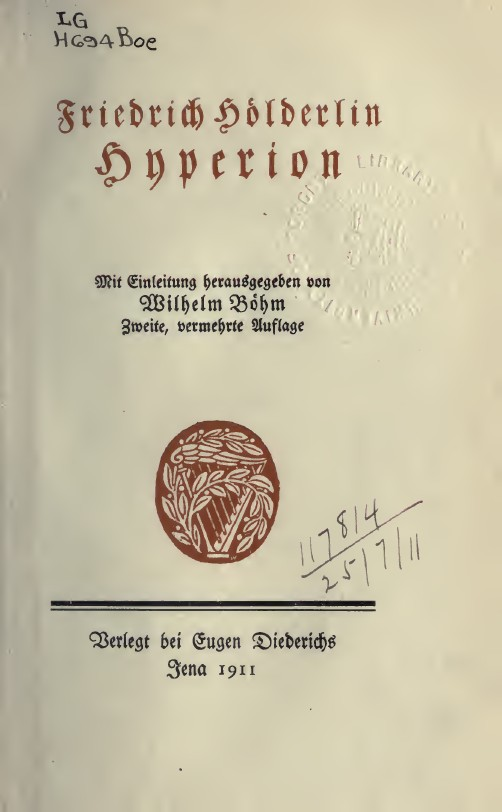
Hyperion

En su novela epistolar Hiperión o El eremita en Grecia (1797-1799), Hölderlin confronta sus deseos con la realidad que experimentó en su tiempo. El protagonista, Hiperión, a diferencia de Werther, no escribe a su amigo Belarmino desde la experiencia inmediata, sino después de haberse retirado en soledad a meditarla en medio de la naturaleza idílica de Grecia. La novela se ambienta en la segunda mitad del siglo XVIII.
El joven Hiperión crece según los ideales griegos de la paideía griega: el individuo se considera parte de la totalidad y unido a ella en armonía:

Ser uno con el todo es la vida de la divinidad, es el cielo del ser humano.

En sus andanzas encuentra a Alabanda, un patriota revolucionario, un hombre de acción que quiere liberar a Grecia del yugo turco (en este personaje Hölderlin encarna la filosofía de Fichte, cuyas clases había oído en Jena, del Yo que se elabora a sí mismo). Pero aunque Hiperión comparte el credo republicano de Alabanda, condena que use la violencia. Después se enamora de Diotima, símbolo de su unión armonizadora con la Naturaleza:

¡Oh vosotros que buscáis lo más alto y bello! [...] ¿Sabéis su nombre? ¿El nombre de lo que es el uno y el todo? Su nombre es belleza.

El estallido de la Guerra ruso-turca (1769-1774) da fin a este idilio. Alabanda lo convence para luchar por la libertad de Grecia, pero el ideal y la realidad no son compatibles y los luchadores recorren el país devastándolo, sin que ambos puedan ponerles freno, así que Hiperión se retira resignado y, al enterarse de la muerte de Diotima, vuelve a Alemania. Pero ahí encuentra otro horror: un Estado de súbditos oprimidos, y vuelve a Grecia con la idea de mantener una idea de un mundo mejor como poeta profético para las generaciones futuras de la unión con la divina Naturaleza.
Hiperión es una novela en clave a muchos niveles. Las figuras protagonistas (Hiperión, Alabanda y Diotima) son personificaciones de los ideales de la Revolución francesa. «Y la solución no es política (fracasaron los intentos republicanos en Francia), sino filosófica, o mejor, utópica. El Yo, enajenado de la Naturaleza por la divinización de la Razón, ha de reencontrar la armonía con la Naturaleza; esto es la premisa necesaria para una nueva moralidad».
La muerte de Empédocles es un fragmento dramático en el que Hölderlin trabajó desde 1797 y se funda en la leyenda del suicidio del filósofo presocrático Empédocles, quien se habría arrojado al Etna para volver a las entrañas de la Naturaleza. La explicación que ofrece Hölderlin es política y la más cercana a la tradición clásica: Una muerte expiatoria alegórica por la que los ciudadanos de Agrigento habían de ser impulsados a la madurez política. Empédocles, expulsado de Agrigento por los sacerdotes corruptos, es exhortado por el pueblo, una vez desenmascaradas las maquinaciones intrigantes de los sacerdotes, a tomar la función de rey; pero él se niega, ya que: «Éste ya no es tiempo de reyes». El pueblo soberano se ha de regentar a sí mismo: «No hay manera / de ayudaros si no os ayudáis vosotros mismos». Y los exhorta a que «cada uno sea / como todos». Pero para ser un pueblo nuevo, deben «resurgir» de la «muerte depuradora», de la purificación «como recién nacidos».
De uno de sus poemas más célebres, la oda «An die Parzen» existe una versión de Luis Cernuda, «A las parcas».

Nur Einen Sommer gönnt, ihr Gewaltigen!

Und einen Herbst zu reifem Gesange mir,

Daß williger mein Herz, vom süßen

Spiele gesättigt, dann mir sterbe.

Die Seele, der im Leben ihr göttlich Recht

Nicht ward, sie ruht auch drunten im Orkus nicht;

Doch ist mir einst das Heil’ge, das am

Herzen mir liegt, das Gedicht, gelungen,

Willkommen dann, o Stille der Schattenwelt!

Zufrieden bin ich, wenn auch mein Saitenspiel

Mich nicht hinab geleitet; Einmal

Lebt ich, wie Götter, und mehr bedarfs nicht.
Sólo un verano me otorgáis, vosotras las poderosas

y un otoño para dar madurez al canto,

para que mi corazón, más obediente,

del dulce juego harto se me muera.

El alma que no obtuvo en vida derecho

divino, tampoco abajo descansa en el Orco;

pero si un día alcanzó lo sagrado, aquello

que es caro a mi corazón, el poema,

bienvenido entonces, oh silencio del reino de las sombras.

Contento estaré, aunque mi lira

allí no me acompañe; por una vez

habré vivido como un dios, y más no hace falta.

## Eponimia
El asteroide (9189) Holderlin fue nombrado así en su memoria.